# Armistead Maupin's Tales of the City
Armistead Maupin's Tales of the City (br: Crônicas de San Francisco) é uma série de televisão americana desenvolvida por Lauren Morelli, que estreou em 7 de junho de 2019, na Netflix.  É baseado na série de romances Tales of the City, de Armistead Maupin. Laura Linney, Paul Gross, Olympia Dukakis e Barbara Garrick reprisam seus papéis nas minisséries anteriores, com base nos livros de Maupin.

## Sinopse
Depois de muito tempo, Mary Ann Singleton volta a San Francisco e se reúne à comunidade dos moradores de 28 Barbary Lane.

## Elenco

### Principal
- Laura Linney como Mary Ann Singleton
- Elliot Page como Shawna Hawkins
- Paul Gross como Brian Hawkins
- Murray Bartlett como Michael Tolliver
- Charlie Barnett como Ben Marshall
- Garcia as Jake Rodriguez
- Olympia Dukakis como Anna Madrigal
- Barbara Garrick como DeDe Halcyon Day

### Recorrente
- Ashley Park como Jennifer / Ani
- Christopher Larkin como Jonathan / Raven
- Zosia Mamet como Claire Duncan
- Michael Park como Robert Watson
- Dickie Hearts como Mateo
- Michelle Buteau como Wren
- Victor Garber como Sam Garland
- Benjamin Thys como Eli
- Samantha Soule como Inka
- Juan Castano como Flaco Ramirez
- Matthew Risch como Harrison
- Jen Richards como Anna Madrigal
- Daniela Vega como Ysela

### Desenvolvimento
Em 28 de junho de 2017, foi anunciado que a Netflix estava desenvolvendo um renascimento da sequência de minisséries de Contos da Cidade, com base na série de livros de Armistead Maupin.
Em 23 de abril de 2018, foi anunciado que a Netflix havia encomendado à produção um pedido de série composto por dez episódios. A série foi escrita por Lauren Morelli, que atuaria como showrunner e produtora executiva. Outros produtores executivos incluem Maupin, Alan Poul, Laura Linney, Andrew Stearn, Liza Chasin, Tim Bevan e Eric Fellner. Michael Cunningham atuaria como produtor consultor e Poul também deveria dirigir.  As empresas de produção envolvidas com a série incluem a Working Title Television e a NBCUniversal International.
Em 9 de abril de 2019, foi anunciado que a série seria lançada em 7 de junho de 2019.

### Filmagem
A fotografia principal da série começou em julho de 2018 na cidade de Nova York. As filmagens de cenas internas da série foram filmadas em Nova York, enquanto as cenas externas foram gravadas em San Francisco, Califórnia.  Em 5 de outubro de 2018, a produção foi filmada na seção Nodine Hill de Yonkers, Nova York.  Em 24 de outubro de 2018, as filmagens ocorreram no Mission Dolores Park, em São Francisco.  Em janeiro de 2019, as filmagens da série haviam terminado.